# Alticus
Alticus là một chi cá lon mây thuộc họ Blenniidae bản địa phân bố ở vùng Thái Bình Dương va Ấn Độ Dương, có tất cả 57 chi trong họ Blenniidae.

## Các loài
Hiện hành có 08 loài được ghi nhận trong chi này
- Alticus anjouanae (Fourmanoir, 1955)
- Alticus arnoldorum (Curtiss, 1938) (Pacific leaping blenny)
- Alticus kirkii (Günther, 1868) (Kirk's blenny)
- Alticus monochrus Bleeker, 1869
- Alticus montanoi (Sauvage, 1880)
- Alticus saliens (J. R. Forster, 1788) (Leaping blenny)
- Alticus sertatus (Garman, 1903)
- Alticus simplicirrus Smith-Vaniz & V. G. Springer, 1971 (Marquesan rockstripper)